# Sylvia de Leon Chalreo
Sylvia de Leon Chalreo (Rio de Janeiro, 11 de abril de 1905 — Rio de Janeiro, 24 de junho de 1991) foi uma jornalista, crítica de artes e teatro, escritora, tradutora, pintora, gravadora e ilustradora brasileira.

## Biografia
Era filha única do secretário e professor da Escola Nacional de Belas Artes, Diogo Chalreo e de Hortênsia de Leon, neta materna de Pietro Tabacchi, pioneiro na imigração de colonos de língua italiana no Espírito Santo. 
Nasceu no Morro do Barro Vermelho, Rio de Janeiro, em 1905 e conviveu desde a mais tenra idade com artistas, professores e exposições de Belas Artes. Estudou na Escola Normal do Rio de Janeiro, onde se formou professora em 1924. No mesmo ano, ingressou por concurso na prefeitura do Rio de Janeiro, onde trabalhou até se aposentar.
Concomitantemente ao trabalho na Prefeitura, começou a escrever artigos para a imprensa de Niterói, cidade onde residia na época. Em 1931, participou da organização de um clube feminista em Niterói, o Athenée, que tinha por objetivo "conforme publicado no Diário da Noite, em 15 de agosto de 1931, “oferecer à intelectualidade feminina um ambiente propício ao desenvolvimento e disseminação da cultura: seja física, para o aperfeiçoamento da saúde; literária ou científica, para maior elevação espiritual, congregando idealismo e realismo como única e verdadeira concepção de vida”. Sua diretoria era composta apenas por mulheres e presidida por Sylvia". No mesmo ano, junto a importantes personalidades do feminismo da época, como Alzira Reis Nogueira, Anna Amélia Carneiro de Mendonça, Ermelinda Lopes de Vasconcelos e Maria Jacintha Trovão da Costa Campos, participou da criação Escritório de Ligação Feminina Geral e Estudos Sociais de Niterói que em 1931 e 1932 promoveu cursos para mulheres, estudos e debates acerca de questões sociais e feministas. No ano seguinte foi contratada pela recém criada Revista Brasil Feminino, onde assinou por cerca de dois anos a Coluna Proletária. A partir de então colaborou com críticas de artes e teatro para, entre outros periódicos, a Revista Rio, Revista Rio Social,Tribuna Popular nas décadas de 1930 e 1940 e, a partir dos ans 1950, o jornal Imprensa Popular, revistas Fon-Fon e Mês. Durante cinco anos foi a responsável pela coluna Telecrítica, no programa Revista da Televisão da TV Continental, onde jornalistas comentavam peças encenadas pelas emissoras. Nela debatia com Zora Seljan (O Globo), Almir Azevedo (O Semanário), Alamir Carvalho (Revista TV), Paulo Salgado (Revista Aconteceu), Walmir Ayala (Revista Leitura) e convidados. Em 1938 criou com Maria Jacintha e Áureo Otoni a Revista Esfera, de Letras, Artes e Ciências, que dirigiu até 1950.
Atuou também como tradutora. Segundo consta em seu currículo de jornalista, traduziu do francês para português Maria Clara (Marie Claire), de Marguerite Audoux, Inferno (L'infer) e Claridade (Clarté), de Henry Barbusse e fez a primeira tradução para o português deTacão de Ferro, de Jack London. Este último foi publicado no Brasil em 1947, pela editora Estrela Vermelha.  

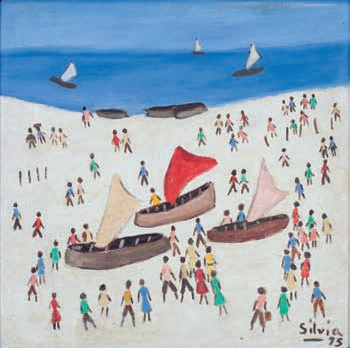
Silvia. sem título, 1975, óleo sobre tela, 32x32cm, coleção particular

A partir de 1940, passou a exercer profissionalmente a atividade de artista plástica, produzindo incialmente pinturas a óleo e a partir dos anos 1960, serigrafias. De 1945 a 1982, realizou 33 exposições individuais em diversos estados do  Brasil e no exterior e de 1941 a 2012 suas obras fizeram parte de importantes exposicões coletivas no Brasil, Europa e Estados Unidos. Nos anos 40 participou de todos os Salões Nacionais e Salões Fluminenses de Belas Artes no Rio de Janeiro. "Foi premiada na Divisão Moderna do Salão Nacional com menção honrosa (1941), medalha de bronze (1947) e medalha de prata (1948). Em 1950, não podendo mais concorrer, pois pelas regras do Salão quem obtivesse medalha de ouro ou prata em alguma edição anterior era considerado “hors-concours”, foi escolhida como jurada da mesma Divisão Moderna. No ano seguinte, uma década depois da inauguração desta divisão, foi criado o Salão Nacional de Arte Moderna, onde Silvia apresentou suas obras anualmente até 1972" . Suas obras fazem parte das seguintes coleções: Coleção de Arte da Cidade/ Centro Cultural São Paulo / SMC/ PMSP, Musée d’Art Naïf de L’Île de France Paris, França Musée International d’Art Naïf Anatole Jakovsky (Nice, França), Museu Antônio Parreiras em Niterói, Museu da Cidade de Caruaru (Pernambuco)E, Museu de Arte Contemporânea do Paraná Curitiba/PR, Museu de Arte Moderna Rio de Janeiro, Museu Nacional de Belas Artes Rio de Janeiro/.
Seu nome consta em dicionários e enciclopédias de artes visuais editados nas décadas de 1960 e 1970.